# Movimiento Socialista (País Vasco)
El Movimiento Socialista (MS) (originalmente, y en euskera: «Mugimendu Sozialista») o corriente socialista («ildo sozialista») es un movimiento político y social con origen en el País Vasco de ideología comunista formado a finales de la década de 2010. Está formado por distintas organizaciones relacionadas entre sí.

## Ideología
Aunque nace del mismo espacio sociológico que el Movimiento de Liberación Nacional Vasco (MLNV), el Movimiento Socialista rompió desde sus inicios con la izquierda abertzale y con su estrategia, situándose como un movimiento organizado al margen de la misma, ya que consideran que la izquierda abertzale tiene unas posiciones socialdemócratas incompatibles con la revolución socialista y que el comunismo ha sido arrinconado «de forma sistemática» en el seno de la izquierda abertzale. Los territorios fuera del País Vasco que también se han unido al Movimiento Socialista también parten de la ruptura con experiencias políticas previas, como es el caso de Cataluña/Valencia con Arran y el resto de España con la UJCE. Las distintas organizaciones que forman el movimiento se agrupan en torno a las ideas del marxismo revolucionario y el comunismo.

## Antecedentes

### El final de ETA y creación de nuevas corrientes en la izquierda abertzale (2011-2017)
Tras el cese definitivo de la actividad armada de ETA en 2011, varias tensiones surgieron en el seno de la izquierda abertzale, creándose multitud de organizaciones que no asumían las tesis oficiales que se establecieron y que reclamaban una estrategia diferente. Con el paso del tiempo, a través del intercambio de ideas entre diferentes militantes vinculados al movimiento estudiantil y gaztetxes, comenzaron a sentarse las bases de lo que más tarde sería la corriente o movimiento socialista. En este proceso inicial, tuvieron especial relevancia blogs como Borroka garaia , donde se publicaron reflexiones y textos desarrollados por los militantes.

### Ruptura entre Ikasle Abertzaleak y Ernai (2018)
El movimiento estudiantil tuvo una gran importancia en la creación del Movimiento Socialista, ya que fue en Ikasle Abertzaleak —sindicato estudiantil de la izquierda abertzale desde 1988— donde chocaron notablemente las dos corrientes principales de la izquierda abertzale en un enfrentamiento por el liderazgo de la organización. Tales fueron las discrepancias que en octubre de 2018 se rompió la alianza que históricamente había existido entre la organización estudiantil y la juvenil de la izquierda abertzale, que en aquel momento era Ernai, al considerar que «se han alejado por completo la visión y práctica política de ambas organizaciones». Este hecho confirmó la ruptura del MLNV con Ikasle Abertzaleak, los cuales reivindicaron en su VII Congreso (2019) la construcción de un «Estado socialista vasco». Ernai, por su parte, puso en marcha Ikama, una nueva organización estudiantil que seguirá coordinándose bajo el MLNV.

## Historia

### Creación de organizaciones y encuentros en el País Vasco (2019-2022)
En enero de 2019, se puso en marcha la publicación digital Gedar, para dar voz a las organizaciones y militantes del mugimendu sozialista. Se declaró abiertamente como el elemento de propaganda y comunicación política del movimiento, creado con el fin de servir de herramienta política para la clase trabajadora.
En febrero del mismo año, se presentó Gazte Koordinadora Sozialista (GKS) en el frontón Auzolana de Vitoria. GKS nació con el objetivo de abordar la problemática de la juventud desde una perspectiva de clase, y lo hacía trabajando en conjunto con Ikasle Abertzaleak, dando forma a lo que más tarde sería el Movimiento Socialista. Ambas organizaciones pusieron en marcha diversas iniciativas conjuntas, entre las que destacaba Euskal Herriko Gazte Sozialisten Topagunea (en español, «Punto de Encuentro de Jóvenes Socialistas de Euskal Herria»).
En ese mismo año surgía Erraki, con el objetivo de incidir en los espacios autogestionados, como los gaztetxes. La idea detrás de Erraki era establecer los marcos necesarios para superar las limitaciones que podían existir en la gestión aislada de dichos espacios, a través de la solidaridad de clase y dotándoles de mecanismos de autodefensa.
En octubre de 2020, Itaia, red de mujeres socialistas existente desde 2018, se definió como organización socialista de mujeres. De esta forma, Itaia pasaba a ser una organización en el seno del MS que abordaba la problemática de género desde una perspectiva de clase.
En el mismo año, surgía el primer Kontseilu Sozialista («Consejo Socialista») en Iruñerria. Esta nueva organización buscaba analizar la totalidad desde una perspectiva socialista, y nacía con la intención de ser una organización intergeneracional —hasta ese momento, las distintas organizaciones del MS estaban centradas en espacios de acción muy concretos y, principalmente, en la juventud—. Con el tiempo, surgieron más núcleos bajo el paraguas de Kontseilu Sozialistak en distintas comarcas de País Vasco, Navarra y del País Vasco francés.[cita requerida]
En 2021, dentro del MS, surgía la organización Ekida, con el objetivo de trabajar el arte y la cultura desde una perspectiva socialista.

### Creación del Consejo Socialista de Euskal Herria (2023)
Por primera vez desde la separación de Ikasle Abertzaleak del MLNV y el nacimiento posterior de diversas organizaciones del Movimiento Socialista, se pone en marcha una organización política que actuará como referente político del conjunto del movimiento, así como de dirección política del mismo. El Euskal Herriko Kontseilu Sozialista (Consejo Socialista de Euskal Herria) se presentó el 16 de diciembre de 2023 en el frontón Astelena de Éibar ante más de 1.500 militantes comunistas.Los hasta entonces denominados Kontseilu Sozialistak se reorganizan como agrupaciones territoriales y sectoriales de esta nueva organización principal.

### Expansión del Movimiento Socialista (2022-actualidad)
En 17 de julio de 2022, un grupo de jóvenes de Cataluña, Valencia y Baleares hacen pública la creación de un nuevo espacio político llamado Horitzó Socialista. El movimiento surgió a raíz de una escisión de la organización juvenil de la izquierda independentista Arran debido a diferencias políticas, ideológicas y estratégicas en el seno de la organización. Esto daría paso en 2023 a la creación de la Organització Juvenil Socialista en Cataluña, Valencia y Baleares.
En marzo de 2024, fruto de un proceso de debate y reflexión entre el Encuentro por el Proceso Socialista y un sector mayoritario de militantes de la UJCE, organización juvenil del PCE, nace la Coordinadora Juvenil Socialista (CJS), presentándose en las ciudades de Madrid, Burgos, Cáceres, Gijón, Valladolid, Albacete, Zafra, Sevilla, Zaragoza, Murcia, Granada, Guadalajara, Málaga, Salamanca y Getafe. El 14 de diciembre de 2024, la CJS organiza su primera manifestación en Madrid, bajo el lema "Construir la alternativa revolucionaria". Miles de jóvenes participan en esta marcha, que inicia en la Plaza de la Villa y concluye con un mitin en el Casino de la Reina, cerca de la glorieta de Embajadores. Durante el recorrido, los manifestantes desplegan pancartas con mensajes como "¡No pasarán!", evocando símbolos históricos de la lucha antifascista.
El 27 de abril de 2024 se presenta Creba Socialista, un espacio de encuentro y formación del Movimiento Socialista en Galicia.
El 14 de mayo de 2025, Purna, organización comunista aragonesa, anuncia que, tras la celebración de su IX Asamblea Nacional, su actividad política se integra en la Coordinadora Juvenil Socialista, poniendo así fin a 15 años de trayectoria.

## Organizaciones
Las organizaciones del MS son un subconjunto de la multitud de grupos que han surgido a partir de la década como consecuencia de los desencuentros internos de la izquierda abertzale y otras organizaciones fuera del País Vasco, así como el crecimiento y expansión del propio espacio político. Dichos grupos actúan como la concreción organizativa del Movimiento Socialista en diversos ámbitos, como la juventud, la cultura, vivienda, etc.
Aparte del Diario Socialista (DS), que actúa como medio de expresión e información del Movimiento Socialista en su totalidad, existen las siguientes organizaciones:

### Organizaciones en el País Vasco
- Euskal Herriko Kontseilu Sozialista (EHKS) (Consejo Socialista de Euskal Herria): dirección política del movimiento en Euskal Herria.
- Gazte Koordinadora Sozialista (GKS): organización juvenil.
- Ikerketa Sozialisten Institutua (ISI) (Instituto de Estudios Socialistas): think tank.
- Ikasle Abertzaleak (IA): organización/sindicato estudiantil.
- Itaia: organización socialista de mujeres.
- Erraki: organización a favor de los centros ocupados autogestionados.
- Defentsa Komunitatea: comunidad de defensa de los espacios controlados por los trabajadores.
- Ekida: organización artística y cultural.
- Euskal Herriko Etxebizitza Sindikatu Sozialista: sindicato de vivienda.
- Gedar: órgano de expresión e información en euskera.
- Múltiples espacios ocupados llamados "Centros Socialistas" (CS).

### Organizaciones en Cataluña
- Organització Juvenil Socialista de Catalunya (OJS): organización juvenil.
- Sindicat d'Habitatge Socialista de Catalunya (SHSC): sindicato de vivienda.
- Horitzó Socialista: órgano de expresión e información en catalán.

### Organizaciones en el País Valenciano
- Organització Juvenil Socialista del País Valencià (OJS): organización juvenil.
- Sindicat d'Habitatge de València (SHV): sindicato de vivienda en la ciudad de Valencia.
- Horitzó Socialista: órgano de expresión e información en catalán.

### Organizaciones en Baleares
- Juvenil Socialista de Mallorca (OJS): organización juvenil.
- Horitzó Socialista: órgano de expresión e información en catalán.

### Organizaciones en Galicia
- Creba Socialista: organización en Galicia.
- A Fenda: Centro Socialista en La Coruña.

### Organizaciones en el resto de España
- Coordinadora Juvenil Socialista (CJS): organización juvenil en Asturias, Castilla y León, Castilla-La Mancha, Comunidad de Madrid, Aragón, Extremadura, Andalucía, Región de Murcia, La Rioja y Cantabria.
- Asambleas de la Juventud Trabajadora (AJT): espacios de base de la Coordinadora Juvenil Socialista.
- Banzai: Asamblea de la Juventud Trabajadora en la Universidad de Granada (UGR).
- Physis: Asamblea de la Juventud Trabajadora en la Facultad de Filosofía y Filología de la Universidad Complutense de Madrid (UCM).
- Quiebra: Asamblea de la Juventud Trabajadora en el Campus de Somosaguas de la UCM.
- Hibris: Asamblea de la Juventud Trabajadora en la Facultad de Geografía e Historia de la UCM.
- Universidad Popular: jornadas de formación política realizadas en el ámbito universitario.
- La Yuntera y El Arrabal: espacios Socialistas en Madrid.

No forman parte del Movimiento Socialista otras organizaciones disidentes de la izquierda abertzale como Jarki, Jardun, Hauspoa, ATA o Herritar Batasuna.